# Bo Ba Bu
 Bo Ba Bu  è un film del 1998 diretto da Ali Hamroyev.
La pellicola è ambientata in Uzbekistan.

## Trama
Uzbekistan. Due fratelli pastori analfabeti, Bo e Bu, durante una dura giornata lavorativa si imbattono in una giovane donna bionda (Arielle Dombasle), fotoreporter europea inviata nella steppa per un servizio fotografico. Probabilmente vittima di una caduta, la donna appare in stato confusionale e non ricorda nulla, quasi incapace di reggersi in piedi. Accetta l'aiuto di Bo e Bu che la portano nel loro rifugio. Dal momento che lei non ricorda neppure come si chiama, decidono di chiamarla Ba.